# Devil on the Mountain
Devil on the Mountain (Sasquatch Mountain) è un film del 2006, diretto da Steven R. Monroe.

## Trama
Rapinata una banca i ladri si mettono in fuga ma durante il percorso fanno un incidente con una ragazza, dopo averla presa in ostaggio per fuggire dalla polizia scappano nella foresta dove però vive il leggendario mostruoso big foot. Per sopravvivere i ladri dovranno unire le forze con la polizia perché la creatura è pericolosissima.